# نيناد دزوديتش
نيناد دزوديتش (بالفرنسية: Nenad Džodić)‏ (مواليد 4 يناير 1977 في بلغراد - يوغوسلافيا) لاعب كرة قدم صربي يلعب حاليا لصالح نادي الدرجة الأولى مونبيلييه الفرنسي منذ 2007 في مركز قلب الدفاع .

## روابط خارجية
- نيناد دزوديتش على موقع قاعدة بيانات كرة القدم.إي يو (الإنجليزية)
- نيناد دزوديتش على موقع ناشيونال فوتبول تيمز (الإنجليزية)